# Paula Ivan
Paula Ivan (Herăști, 20 luglio 1963) è un'ex mezzofondista rumena, vincitrice della medaglia d'oro nei 1500 metri piani ai Giochi olimpici di Seul 1988.

## Record nazionali

### Seniores
- 1 500 metri piani: 3'53"96 ( Seul, 1º ottobre 1988)
- Miglio: 4'15"61 ( Nizza, 10 luglio 1989)

## Palmarès
| Anno | Manifestazione    | Sede      | Evento         | Risultato | Prestazione | Note            |
| ---- | ----------------- | --------- | -------------- | --------- | ----------- | --------------- |
| 1984 | Mondiali di cross | New York  | Corsa seniores | 34ª       | 16'50"      |                 |
| 1985 | Mondiali di cross | Lisbona   | Corsa seniores | 34ª       | 16'06"      |                 |
| 1986 | Mondiali di cross | Neuchâtel | Corsa seniores | 28ª       | 15'38"5     |                 |
| 1987 | Mondiali di cross | Varsavia  | Corsa seniores | 9ª        | 17'12"      |                 |
| 1987 | Universiadi       | Zagabria  | 1 500 m piani  | Oro       | 4'01"32     |                 |
| 1987 | Universiadi       | Zagabria  | 3 000 m piani  | Oro       | 8'53"61     |                 |
| 1987 | Mondiali          | Roma      | 1 500 m piani  | Batteria  | 4'09"28     |                 |
| 1987 | Mondiali          | Roma      | 3 000 m piani  | Batteria  | 8'51"20     |                 |
| 1988 | Giochi olimpici   | Seul      | 1 500 m piani  | Oro       | 3'53"96     | Record olimpico |
| 1988 | Giochi olimpici   | Seul      | 3 000 m piani  | Argento   | 8'27"15     |                 |
| 1989 | Europei indoor    | L'Aia     | 1 500 m piani  | Oro       | 4'07"16     |                 |
| 1989 | Universiadi       | Duisburg  | 1 500 m piani  | Oro       | 4'13"58     |                 |
| 1989 | Universiadi       | Duisburg  | 3 000 m piani  | Oro       | 8'44"09     |                 |

## Altre competizioni internazionali
1988
- Oro alla Grand Prix Final ( Berlino), 1 500 m piani - 4'00"24

1989
- Oro ai London Anniversary Games ( Londra), 1000 m piani - 2'43"73

2000
- 9ª alla Grand Prix Final ( Doha), 1 500 m piani - 4'24"10